# Mistrzostwa Świata w Piłce Nożnej 2014 (eliminacje strefy AFC)

## Drużyny
| Drużyna                      | Liczba występów w MŚ                               | Najlepszy wynik w MŚ            |
| ---------------------------- | -------------------------------------------------- | ------------------------------- |
| Korea Południowa             | 8 (1954, 1986, 1990, 1994, 1998, 2002, 2006, 2010) | IV miejsce (2002)               |
| Arabia Saudyjska             | 4 (1994, 1998, 2002, 2006)                         | 1/8 finału (1994)               |
| Japonia                      | 4 (1998, 2002, 2006, 2010)                         | 1/8 finału (2002, 2010)         |
| Iran                         | 3 (1978, 1998, 2006)                               | Faza grupowa (1978, 1998, 2006) |
| Australia                    | 3 (1974 [jako członek OFC], 2006, 2010)            | 1/8 finału (2006)               |
| Korea Północna               | 2 (1966, 2010)                                     | Ćwierćfinał (1966)              |
| Indonezja                    | 1 (1938)                                           | Faza grupowa (1938)             |
| Kuwejt                       | 1 (1982)                                           | Faza grupowa (1982)             |
| Irak                         | 1 (1986)                                           | Faza grupowa (1986)             |
| Zjednoczone Emiraty Arabskie | 1 (1990)                                           | Faza grupowa (1990)             |
| Chiny                        | 1 (2002)                                           | Faza grupowa (2002)             |
| Katar                        | 0                                                  | –                               |
| Bahrajn                      | 0                                                  | –                               |
| Uzbekistan                   | 0                                                  | –                               |
| Syria                        | 0                                                  | –                               |
| Oman                         | 0                                                  | –                               |
| Jordania                     | 0                                                  | –                               |
| Singapur                     | 0                                                  | –                               |
| Tajlandia                    | 0                                                  | –                               |
| Turkmenistan                 | 0                                                  | –                               |
| Liban                        | 0                                                  | –                               |
| Jemen                        | 0                                                  | –                               |
| Tadżykistan                  | 0                                                  | –                               |
| Hongkong                     | 0                                                  | –                               |
| Kirgistan                    | 0                                                  | –                               |
| Malediwy                     | 0                                                  | –                               |
| Indie                        | 0                                                  | –                               |
| Malezja                      | 0                                                  | –                               |
| Afganistan                   | 0                                                  | –                               |
| Kambodża                     | 0                                                  | –                               |
| Nepal                        | 0                                                  | –                               |
| Bangladesz                   | 0                                                  | –                               |
| Sri Lanka                    | 0                                                  | –                               |
| Wietnam                      | 0                                                  | –                               |
| Mongolia                     | 0                                                  | –                               |
| Pakistan                     | 0                                                  | –                               |
| Palestyna                    | 0                                                  | –                               |
| Timor Wschodni               | 0                                                  | –                               |
| Makau                        | 0                                                  | –                               |
| Chińskie Tajpej              | 0                                                  | –                               |
| Mjanma                       | 0                                                  | –                               |
| Filipiny                     | 0                                                  | –                               |
| Laos                         | 0                                                  | –                               |
| Bhutan                       | 0                                                  | –                               |
| Brunei                       | 0                                                  | –                               |
| Guam                         | 0                                                  | –                               |

## Rozstawienie
| Miejsca 1-5 Zespoły zaczynają od trzeciej rundy.                         | Miejsce 6-27 Zespoły zaczynają od drugiej rundy. | Miejsca 28-43 Zespoły zaczynają od pierwszej rundy. |
| ------------------------------------------------------------------------ | --- | --- |
| 1. Japonia 2. Korea Południowa 3. Australia 4. Korea Północna 5. Bahrajn | 1. Arabia Saudyjska 2. Iran 3. Katar 4. Uzbekistan 5. Zjednoczone Emiraty Arabskie 6. Syria 7. Oman 8. Jordania 9. Irak 10. Singapur 11. Chiny 12. Kuwejt 13. Tajlandia 14. Turkmenistan 15. Liban 16. Jemen 17. Tadżykistan 18. Hongkong 19. Indonezja 20. Kirgistan 21. Malediwy 22. Indie | 1. Malezja 2. Afganistan 3. Kambodża 4. Nepal 5. Bangladesz 6. Sri Lanka 7. Wietnam 8. Mongolia 9. Pakistan 10. Palestyna 11. Timor Wschodni 12. Makau 13. Chińskie Tajpej 14. Mjanma 15. Filipiny 16. Laos |

## Pierwsza runda
W tej rundzie wzięło udział 16 najniżej notowanych drużyn ze strefy AFC według rankingu FIFA.
Zwycięskie drużyny dwumeczu awansowały do kolejnej rundy. Reprezentacje Brunei, Bhutanu i Guamu nie wzięły udziału w eliminacjach.

### Mecze
Czas:CEST
| 29 czerwca 2011 14:45 | Malezja · Rahim 28' · Abd Radzak 55' | 2:1(1:0) | Chińskie Tajpej · 77' Chen | Bukit Jalil National Stadium, Kuala Lumpur Widzów: 45 tys. Sędzia: Chaiya Alee Mahapab |
|                       |                                      |          |                            |                                                                                        |

| 3 lipca 2011 13:00 | Chińskie Tajpej · Han 31' · Chen 44' (k) · Chen 75' (k) | 3:2(2:2) | Malezja · 8' Abd Radzak · 40' Rahim | Taipei Municipal Stadium, Tajpej Widzów: 16,8 tys. Sędzia: Võ Minh Trí |
|                    |                                                         |          |                                     |                                                                        |

- Malezja zremisowała w dwumeczu 4-4 i awansowała do drugiej rundy dzięki bramkom na wyjeździe.

| 29 czerwca 2011 14:00 | Bangladesz · Emily 1' · Hossain 22' · Karim 56' | 3:0(2:0) | Pakistan | Bangabandhu National Stadium, Dhaka Widzów: 5,3 tys. Sędzia: Mohammad Abu Loum |
|                       |                                                 |          |          |                                                                                |

| 3 lipca 2011 17:30 | Pakistan | 0:0(0:0) | Bangladesz | Stadion Punjab, Lahore Widzów: 3,5 tys. Sędzia: Ali Abdulnabi |
|                    |          |          |            |                                                               |

- Bangladesz wygrał w dwumeczu 3-0 i awansował do drugiej rundy.

| 29 czerwca 2011 10:00 | Kambodża · Laboravy 51' · Nasa 57' 88' · Sokumpheak 66' | 4:2(0:1) | Laos · 9' 59' Phomsouvanh | Stadion Olimpijski, Phnom Penh Widzów: 24,8 tys. Sędzia: Yadollah Jahanbazi |
|                       |                                                         |          |                           |                                                                             |

| 3 lipca 2011 13:00 | Laos · Singto 19' 55' · Sayavutthi 31' · Syphasay 47' · Phaphouvanin 94' · Sysomvang 112' | 6:2 dogr.(2:1) | Kambodża · 45' Chhoeun · 75' Sokumpheak | Stadion Narodowy Laosu, Wientian Widzów: 9 tys. Sędzia: Ryuji Sato |
|                    |                                                                                           |                |                                         |                                                                    |

- Laos wygrał w dwumeczu 8-6 i awansował do drugiej rundy.

| 29 czerwca 2011 11:30 | Sri Lanka · Gunaratne 43' | 1:1(1:0) | Filipiny · 50' Burkey | Sugathadasa Stadium, Kolombo Widzów: 4 tys. Sędzia: Tayeb Shamsuzzaman |
|                       |                           |          |                       |                                                                        |

| 3 lipca 2011 09:30 | Filipiny · Caligdong 20' · Younghusband 43' 57' (k) · Guirado 50' | 4:0(2:0) | Sri Lanka | Rizal Memorial Stadium, Manila Widzów: 12,5 tys. Sędzia: Kim Sang-woo |
|                    |                                                                   |          |           |                                                                       |

- Filipiny wygrały w dwumeczu 5-1 i awansowały do drugiej rundy.

| 29 czerwca 2011 13:30 | Afganistan | 0:2(0:1) | Palestyna · 28' Alyan · 89' Alamour | Stadion Metallurg, Tursunzoda (Tadżykistan) Widzów: 5 tys. Sędzia: Naser Al-Ghafari |
|                       |            |          |                                     |                                                                                     |

| 3 lipca 2011 17:00 | Palestyna · Wadi 11' | 1:1(1:0) | Afganistan · 63' Arezou | Malab Fajsal al-Husajni, Ar-Ram, Widzów: 9 tys. Sędzia: Banjar Al Dosari |
|                    |                      |          |                         |                                                                          |

- Palestyna wygrała w dwumeczu 3-1 i awansowała do drugiej rundy.

| 29 czerwca 2011 14:15 | Wietnam · Lê 19' 36' 39' (k) · Phạm 62' · Nguyễn 67' · Nguyễn 87' | 6:0(3:0) | Makau | Thống Nhất Stadium, Ho Chi Minh Widzów: 20 tys. Sędzia: Dmitriy Mashentsev |
|                       |                                                                   |          |       |                                                                            |

| 3 lipca 2011 13:00 | Makau · Leong Ka Hang 60' | 1:7(0:4) | Wietnam · 3' 86' Huỳnh · 24' Nguyễn · 29' 43' 75' 82' Lê | Estádio Campo Desportivo, Makau Widzów: 500 Sędzia: Kadhum Auda |
|                    |                           |          |                                                          |                                                                 |

- Wietnam wygrał w dwumeczu 13-1 i awansował do drugiej rundy.

| 29 czerwca 2011 09:15 | Nepal · Gurung 14' (k) · Manu Rai 71' | 2:1(1:0) | Timor Wschodni · 47' Da Silva | Stadion Dasarath Rangasala, Katmandu Widzów: 9 tys. Sędzia: Ali Saabagh |
|                       |                                       |          |                               |                                                                         |

| 3 lipca 2011 06:30 | Timor Wschodni | 0:5(0:1) | Nepal · 3' (k) Gurung · 56' Silwal · 60' Manu Rai · 89' J. Shrestha · 90' S. Shrestha | Stadion Dasarath Rangasala, Katmandu (Nepal) Widzów: 15 tys. Sędzia: Lee Min-hu |
|                    |                |          |                                                                                       |                                                                                 |

- Nepal wygrał w dwumeczu 7-1 i awansował do drugiej rundy.

| 29 czerwca 2011 12:30 | Mongolia · Khurelbaatar 48' | 1:0(0:0) | Mjanma | MFF Football Centre, Ułan Bator Widzów: 3,5 tys. Sędzia: Kim Jong-hyeok |
|                       |                             |          |        |                                                                         |

| 3 lipca 2011 10:00 | Mjanma · Pai Soe 61' · Aih Naing 85' | 2:0(0:0) | Mongolia | Thuwunna Stadium, Rangun Widzów: 18 tys. Sędzia: Liu Kwok Man |
|                    |                                      |          |          |                                                               |

- Mjanma wygrała w dwumeczu 2-1 i awansowała do drugiej rundy.

## Druga runda
W tej rundzie zmierzyły się zwycięskie drużyny dwumeczów z rundy pierwszej oraz z miejsc 6-27.

### Mecze
| 23 lipca 2011 13:00 | Tajlandia · Kaewprom 19' | 1:0(1:0) | Palestyna | Thunder Castle Stadium, Buri Ram Widzów: 17 tys. Sędzia: Lee Min-hu |
|                     |                          |          |           |                                                                     |

| 28 lipca 2011 18:00 | Palestyna · Elyyan 6' 90' | 2:2(1:1) | Tajlandia · 33' 90+4' Thonglao | Malab Fajsal al-Husajni, Ar-Ram Widzów: 11,5 tys. Sędzia: Noor Shaikh Abbas Alabbasi |
|                     |                           |          |                                |                                                                                      |

- Tajlandia wygrała w dwumeczu 3-2 i awansowała do trzeciej rundy.

| 23 lipca 2011 16:00 | Liban · Maatouk 16' · Mahmoud El Ali 27' · Al Saadi 55' · Tarek El Ali 64' | 4:0(2:0) | Bangladesz | Camille Chamoun Sports City Stadium, Bejrut Widzów: 2,5 tys. Sędzia: Kadhum Auda |
|                     |                                                                            |          |            |                                                                                  |

| 28 lipca 2011 14:00 | Bangladesz · Chowdhury 52' · Hasan Emily 87' | 2:0(0:0) | Liban | Bangabandhu National Stadium, Dhaka Widzów: 11 tys. Sędzia: Apisit Aonrak |
|                     |                                              |          |       |                                                                           |

- Liban wygrał w dwumeczu 4-2 i awansował do trzeciej rundy.

| 23 lipca 2011 09:00 | Chiny · Yang 45+2' 57' 72' · Chen 52' 88' · Hao 82' 90+1' (k) | 7:2(1:2) | Laos · 4' Vongchiengkham · 31' Phaphouvanin | Tuodong Stadium, Kunming Widzów: 13,5 tys. Sędzia: Strebre Delovski |
|                     |                                                               |          |                                             |                                                                     |

| 28 lipca 2011 13:00 | Laos · Phaphouvanin 47' | 1:6(0:2) | Chiny · 24' Qu Bo · 36' 88' Yu · 67' 83' Deng · 90+2' Yang | Stadion Narodowy Laosu, Wientian Widzów: 13 tys. Sędzia: Tayeb Shamsuzzaman |
|                     |                         |          |                                                            |                                                                             |

- Chiny wygrały w dwumeczu 13-3 i awansowały do trzeciej rundy.

| 23 lipca 2011 13:30 | Turkmenistan · Krendelev 11' | 1:1(1:1) | Indonezja · 29' Ilham | Stadion Olimpijski, Aszchabad Widzów: 7,5 tys. Sędzia: Mohsen Torky |
|                     |                              |          |                       |                                                                     |

| 28 lipca 2011 14:00 | Indonezja · Gonzales 10' 18' · Nasuha 42' · Ridwan 76' | 4:3(3:0) | Turkmenistan · 70' (sam.) Nasuha · 83' Shamuradov · 86' (k) Chonkaev | Stadion Gelora Bung Karno, Dżakarta Widzów: 88 tys. Sędzia: Benjamin Williams |
|                     |                                                        |          |                                                                      |                                                                               |

- Indonezja wygrała w dwumeczu 5-4 i awansowała do trzeciej rundy.

| 23 lipca 2011 18:30 | Kuwejt · Al Sulaiman 16' · Al Enezi 68' · Al Ebrahim 84' | 3:0(1:0) | Filipiny | Mohammed Al-Hamad Stadium, Hawalli Widzów: 20 tys. Sędzia: Mohammad Aby Loum |
|                     |                                                          |          |          |                                                                              |

| 28 lipca 2011 13:00 | Filipiny · Schröck 45+3' | 1:2(1:0) | Kuwejt · 61'Naser · 85'Jumah | Rizal Memorial Stadium, Manila Widzów: 13 tys. Sędzia: Liu Kwok Man |
|                     |                          |          |                              |                                                                     |

- Kuwejt wygrał w dwumeczu 5-1 i awansował do trzeciej rundy.

| 23 lipca 2011 17:30 | Oman · Amad Ali 22' · Al Ajmi 79' | 3:0 wo. | Mjanma | Seeb Stadium, Maskat Widzów: 6,3 tys. Sędzia: Ali Sabbagh |
|                     |                                   |         |        |                                                           |

| 28 lipca 2011 10:00 | Mjanma | 0:2(0:2) | Oman · 22' Amad Ali · 39' Al Ajmi | Thuwunna Stadium, Rangun Widzów: 30 tys. Sędzia: Ryuji Sato |
|                     |        |          |                                   |                                                             |

- Oman wygrał w dwumeczu 5-0 i awansował do trzeciej rundy.

| 23 lipca 2011 19:45 | Arabia Saudyjska · Al Shamrani 45+1' 47' · Al Harbi 45+3' | 3:0(2:0) | Hongkong | Prince Mohamed bin Fahd Stadium, Dammam Widzów: 20,4 tys. Sędzia: Vladislav Tseytlin |
|                     |                                                           |          |          |                                                                                      |

| 28 lipca 2011 14:00 | Hongkong | 0:5(0:1) | Arabia Saudyjska · 34' Fallatah · 71' (k) Noor · 73' Al Shamrani · 78' Al-Sahlawi · 90+2' Hawsawi | Siu Sai Wan Sports Ground, Hongkong Widzów: 1,4 tys. Sędzia: Võ Minh Trí |
|                     |          |          |                                                                                                   |                                                                          |

- Arabia Saudyjska wygrała w dwumeczu 8-0 i awansowała do trzeciej rundy.

| 23 lipca 2011 17:00 | Iran · Ansarifard 4' 61' · Karimi 68' · Masouleh 86' | 4:0(1:0) | Malediwy | Stadion Azadi, Teheran Widzów: 15 tys. Sędzia: Chaiya Alee Mahapab |
|                     |                                                      |          |          |                                                                    |

| 28 lipca 2011 18:00 | Malediwy | 0:1(0:1) | Iran · 45' Khalatbari | Rasmee Dhandu Stadium, Malé Widzów: 9 tys. Sędzia: Kim Sang-woo |
|                     |          |          |                       |                                                                 |

- Iran wygrał w dwumeczu 5-0 i awansował do trzeciej rundy.

| 23 lipca 2011 | Syria · Mourad 45+1' · Rafe 77' | 0:3 wo.(1:0) | Tadżykistan · 47' Saedov | Stadion Króla Abdullaha, Amman (Jordania) Widzów: 2,5 tys. Sędzia: Naser Al-Ghafari |
|               |                                 |              |                          |                                                                                     |

| 28 lipca 2011 | Tadżykistan | 3:0 wo.(0:2) | Syria · 6' 35' Rafe · 53' Sabagh · 86' (sam.) Choriev | Stadion Metallurg, Tursunzoda Widzów: 9 tys. Sędzia: Dmitriy Mashentsev |
|               |             |              |                                                       |                                                                         |

- Tadżykistan wygrał w dwumeczu 6-0 po dwóch walkowerach z powodu nieuprawnionego gracza w reprezentacji przeciwników i awansowała do trzeciej rundy.

| 23 lipca 2011 18:15 | Katar · Kasoula 6' · Mubarak 51' · Ahmad Ali 68' | 3:0(1:0) | Wietnam | Jassim Bin Hamad Stadium, Doha Widzów: 6,8 tys. Sędzia: Ali Albadwawi |
|                     |                                                  |          |         |                                                                       |

| 28 lipca 2011 14:15 | Wietnam · Nguyễn Trọng Hoàng 60' · Nguyễn Quang Hải 78' | 2:1(0:1) | Katar · 16' Ahmad Ali | Stadion Narodowy Mỹ Đình, Hanoi Widzów: 20 tys. Sędzia: Peter Green |
|                     |                                                         |          |                       |                                                                     |

- Katar wygrał w dwumeczu 4-2 i awansował do trzeciej rundy.

| 23 lipca 2011 18:00 | Irak · Mulla Mohammed 9' · Abdul Zahra 63' | 2:0(1:0) | Jemen | Malab Fransu Hariri, Arbil Widzów: 20 tys. Sędzia: Valentin Kovalenko |
|                     |                                            |          |       |                                                                       |

| 28 lipca 2011 19:00 | Jemen | 0:0(0:0) | Irak | Sheikh Khalifa International Stadium, Al-Ajn (Zjednoczone Emiraty Arabskie) Widzów: 1,5 tys. Sędzia: Muhsen Basma |
|                     |       |          |      | |

- Irak wygrał w dwumeczu 2-0 i awansował do trzeciej rundy.

| 23 lipca 2011 13:30 | Singapur · Duric 7' 82' · Qiu 22' · Fahrudin 44' · Shi 45+1' | 5:3(4:1) | Malezja · 1' 71' Sali · 70' Bin Yahaya | Jalan Besar Stadium, Jalan Besar Widzów: 6 tys. Sędzia: Nawaf Shulralla |
|                     |                                                              |          |                                        |                                                                         |

| 28 lipca 2011 14:45 | Malezja · Sali 58' | 1:1(0:0) | Singapur · 73' Shi | Stadion Narodowy Bukit Jalil, Kuala Lumpur Widzów: 90 tys. Sędzia: Hiroyoshi Takayama |
|                     |                    |          |                    |                                                                                       |

- Singapur wygrał w dwumeczu 6-4 i awansował do trzeciej rundy.

| 23 lipca 2011 16:00 | Uzbekistan · Geynrikh 26' · Bikmaev 49' · Jeparov 56' · Bakaev 90+2' | 4:0(1:0) | Kirgistan | Stadion Centralny Paxtakor, Taszkent Widzów: 20,3 tys. Sędzia: Abdullah Balideh |
|                     |                                                                      |          |           |                                                                                 |

| 28 lipca 2011 15:00 | Kirgistan | 0:3(0:0) | Uzbekistan · 47' Karpenko · 65' 90' Nasimov | Stadion Spartak, Biszkek Widzów: 14,7 tys. Sędzia: Ali Abdulnabi |
|                     |           |          |                                             |                                                                  |

- Uzbekistan wygrał w dwumeczu 7-0 i awansował do trzeciej rundy.

| 23 lipca 2011 18:00 | Zjednoczone Emiraty Arabskie · Hamdan 21' (k) · Al Shehhi 29' (k) · Al Hammadi 82' | 3:0(2:0) | Indie | Sheikh Khalifa International Stadium, Al-Ajn Widzów: 3,2 tys. Sędzia: Banjar Al Dosari |
|                     |                                                                                    |          |       |                                                                                        |

| 28 lipca 2011 15:30 | Indie · Lalpekhlua 73' · Singh 90+2' | 2-2(0-1) | Zjednoczone Emiraty Arabskie · 39' Al Shehhi · 71' Al Wehaibi | Ambedkar Stadium, Nowe Delhi Widzów: 13 tys. Sędzia: Abdul Malik Bashir |
|                     |                                      |          |                                                               |                                                                         |

- Zjednoczone Emiraty Arabskie wygrały w dwumeczu 5-2 i awansowały do trzeciej rundy.

| 23 lipca 2011 18:00 | Jordania · Mahmoud 10' 74' 84' 90+3' · Khalil Deeb 23' 57' · Ibrahim 32' 68' · Allah Deeb 45+1' | 9:0(4:0) | Nepal | Amman International Stadium, Amman Widzów: 17 tys. Sędzia: Yadollah Jahanbazi |
|                     |                                                                                                 |          |       |                                                                               |

| 28 lipca 2011 11:15 | Nepal · Khawas 80' | 1:1(0:0) | Jordania · 62' Morjan | Stadion Dasarath Rangasala, Katmandu Widzów: 20 tys. Sędzia: Fan Qi |
|                     |                    |          |                       |                                                                     |

- Jordania wygrała w dwumeczu 10-1 i awansowała do trzeciej rundy.

## Trzecia runda
W tej rundzie wzięły udział zespoły z miejsc 1-5 i 15 zwycięzców z meczów drugiej rundy.
Do czwartej rundy awansowały dwa pierwsze zespoły z każdej grupy.

### Grupa A
| Lp. | Drużyna  | M | Mecze | Mecze | Mecze | Bramki | Bramki | Bramki | Pkt |
| Lp. | Drużyna  | M | W     | R     | P     | +      | −      | +/−    | Pkt |
| --- | -------- | - | ----- | ----- | ----- | ------ | ------ | ------ | --- |
| 1.  | Irak     | 6 | 5     | 0     | 1     | 14     | 4      | +10    | 15  |
| 2.  | Jordania | 6 | 4     | 0     | 2     | 11     | 7      | +4     | 12  |
| 3.  | Chiny    | 6 | 3     | 0     | 3     | 10     | 6      | +4     | 9   |
| 4.  | Singapur | 6 | 0     | 0     | 6     | 2      | 20     | −18    | 0   |

### Grupa B
| Lp. | Drużyna                      | M | Mecze | Mecze | Mecze | Bramki | Bramki | Bramki | Pkt |
| Lp. | Drużyna                      | M | W     | R     | P     | +      | −      | +/−    | Pkt |
| --- | ---------------------------- | - | ----- | ----- | ----- | ------ | ------ | ------ | --- |
| 1.  | Korea Południowa             | 6 | 4     | 1     | 1     | 14     | 4      | +10    | 13  |
| 2.  | Liban                        | 6 | 3     | 1     | 2     | 10     | 14     | −4     | 10  |
| 3.  | Kuwejt                       | 6 | 2     | 2     | 2     | 8      | 9      | −1     | 8   |
| 4.  | Zjednoczone Emiraty Arabskie | 6 | 1     | 0     | 5     | 9      | 14     | −5     | 3   |

### Grupa C
| Lp. | Drużyna        | M | Mecze | Mecze | Mecze | Bramki | Bramki | Bramki | Pkt |
| Lp. | Drużyna        | M | W     | R     | P     | +      | −      | +/−    | Pkt |
| --- | -------------- | - | ----- | ----- | ----- | ------ | ------ | ------ | --- |
| 1.  | Uzbekistan     | 6 | 5     | 1     | 0     | 8      | 1      | +7     | 16  |
| 2.  | Japonia        | 6 | 3     | 1     | 2     | 14     | 3      | +11    | 10  |
| 3.  | Korea Północna | 6 | 2     | 1     | 3     | 3      | 4      | −1     | 7   |
| 4.  | Tadżykistan    | 6 | 0     | 1     | 5     | 1      | 18     | −17    | 1   |

### Grupa D
| Lp. | Drużyna          | M | Mecze | Mecze | Mecze | Bramki | Bramki | Bramki | Pkt |
| Lp. | Drużyna          | M | W     | R     | P     | +      | −      | +/−    | Pkt |
| --- | ---------------- | - | ----- | ----- | ----- | ------ | ------ | ------ | --- |
| 1.  | Australia        | 6 | 5     | 0     | 1     | 13     | 5      | +8     | 15  |
| 2.  | Oman             | 6 | 2     | 2     | 2     | 3      | 6      | −3     | 8   |
| 3.  | Arabia Saudyjska | 6 | 1     | 3     | 2     | 6      | 7      | −1     | 6   |
| 4.  | Tajlandia        | 6 | 1     | 1     | 4     | 4      | 8      | −4     | 4   |

### Grupa E
| Lp. | Drużyna   | M | Mecze | Mecze | Mecze | Bramki | Bramki | Bramki | Pkt |
| Lp. | Drużyna   | M | W     | R     | P     | +      | −      | +/−    | Pkt |
| --- | --------- | - | ----- | ----- | ----- | ------ | ------ | ------ | --- |
| 1.  | Iran      | 6 | 4     | 2     | 0     | 17     | 5      | +12    | 14  |
| 2.  | Katar     | 6 | 2     | 4     | 0     | 10     | 5      | +5     | 10  |
| 3.  | Bahrajn   | 6 | 2     | 3     | 1     | 13     | 7      | +6     | 9   |
| 4.  | Indonezja | 6 | 0     | 0     | 6     | 3      | 26     | −23    | 0   |

## Czwarta runda
W tej rundzie wzięły udział zespoły z pierwszych dwóch miejsc z każdej grupy trzeciej rundy. Do turnieju głównego mistrzostw świata awansowały dwa pierwsze zespoły z każdej grupy. Zespoły z trzecich miejsc wezmą udział w barażach między sobą (mecze u siebie i na wyjeździe). Zwycięzca zagra w barażach interkontynentalnych, a zwycięzca tych baraży pojedzie do Brazylii.

### Grupa A
| Lp. | Drużyna          | M | Mecze | Mecze | Mecze | Bramki | Bramki | Bramki | Pkt |
| Lp. | Drużyna          | M | W     | R     | P     | +      | −      | +/−    | Pkt |
| --- | ---------------- | - | ----- | ----- | ----- | ------ | ------ | ------ | --- |
| 1.  | Iran             | 8 | 5     | 1     | 2     | 8      | 2      | +6     | 16  |
| 2.  | Korea Południowa | 8 | 4     | 2     | 2     | 13     | 7      | +6     | 14  |
| 3.  | Uzbekistan       | 8 | 4     | 2     | 2     | 11     | 6      | +5     | 14  |
| 4.  | Katar            | 8 | 2     | 1     | 5     | 5      | 13     | −8     | 7   |
| 5.  | Liban            | 8 | 1     | 2     | 5     | 3      | 12     | −9     | 5   |

### Grupa B
| Lp. | Drużyna   | M | Mecze | Mecze | Mecze | Bramki | Bramki | Bramki | Pkt |
| Lp. | Drużyna   | M | W     | R     | P     | +      | −      | +/−    | Pkt |
| --- | --------- | - | ----- | ----- | ----- | ------ | ------ | ------ | --- |
| 1.  | Japonia   | 8 | 5     | 2     | 1     | 16     | 5      | +11    | 17  |
| 2.  | Australia | 8 | 3     | 4     | 1     | 12     | 7      | +5     | 13  |
| 3.  | Jordania  | 8 | 3     | 1     | 4     | 7      | 16     | −9     | 10  |
| 4.  | Oman      | 8 | 2     | 3     | 3     | 7      | 10     | −3     | 9   |
| 5.  | Irak      | 8 | 1     | 2     | 5     | 4      | 8      | −4     | 5   |

## Piąta runda
W tej rundzie wzięły udział zespoły, które zajęły 3 miejsca w swoich grupach w rundzie czwartej.
Zwycięska drużyna dwumeczu weźmie udział w barażu interkontynentalnym o udział w finałach MŚ 2014 z 5 zespołem strefy CONMEBOL.

### Mecze
Czas:CEST
| 6 września 2013 18:00 | Jordania · Al Laham 30' | 1:1(1:1)Raport | Uzbekistan · 35' Jeparov | Amman International Stadium, Amman Widzów: 16,8 tys. Sędzia: Yūichi Nishimura |
|                       |                         |                |                          |                                                                               |

| 10 września 2013 16:00 | Uzbekistan · Ismailov 5' | 1:1(1:1) | Jordania · 42' Al Murjan | Stadion Bunyodkor, Taszkent Widzów: 25,6 tys. Sędzia: Benjamin Williams |
|                        |                          |          |                          |                                                                         |

- Jordania zremisowała w dwumeczu 2-2, po wygranej w rzutach karnych 9-8 awansowała do baraży interkontynetalnych.

## Strzelcy
432 bramki w 148 meczach (stan na 10 września 2013). Zawodnicy, których nazwisko jest pogrubione mogą polepszyć swój dorobek bramkowy.
8 goli
- Shinji Okazaki

7 goli
- Lê Công Vinh
- Ahmad Ibrahim Khalaf
- Hassan Abdel Fattah
- Younis Mahmoud

6 goli
- Park Chu-young
- Dżawad Nekunam

5 goli
- Joshua Kennedy
- Hao Junmin
- Amer Deeb
- Hassan Maatouk
- Khalfan Ibrahim
- Keisuke Honda
- Nasser Al-Shamrani
- Lee Keun-ho

4 gole
- Sayed Saeed
- Yang Xu
- Cristian Gonzáles
- Nashat Akram
- Abdallah Deeb
- Yousef Nasser
- Ryōichi Maeda
- Shinji Kagawa
- Server Jeparov
- Bahodir Nasimov

3 gole
- Alex Brosque
- Tim Cahill
- Brett Holman
- Ismail Abdullatif
- Mohammed Al Alawi
- Alaa Abdul-Zahra
- Karim Ansarifard
- Mohammad Reza Chalatbari
- Reza Ghuczanneżad
- Modżtaba Dżabbari
- Visay Phaphouvanin
- Mahmoud El Ali
- Ali Al Saadi
- Mohd Safee Mohd Sali
- Amad Al Hosni
- Ahmed Mubarak Al Mahaijri
- Murad Alyan
- Aleksandar Đurić
- Raja Rafe
- Ismail Matar
- Ulugʻbek Baqoyev
- Alexander Geynrikh
- Sanjar Tursunov

2 gole
- Luke Wilkshire
- Archie Thompson
- Jahid Hasan Ameli
- Mahmud Abd ar-Rahman
- Samel Nasa
- Kouch Sokumpheak
- Chen Tao
- Deng Zhuoxiang
- Yu Hai
- Yu Hanchao
- Zheng Zheng
- Chen Po-liang
- Hadi Aghily
- Aszkan Deżagah
- Gholamreza Rezaei
- Andranik Tejmourjan
- Hawar Mulla Mohammed
- Mike Havenaar
- Yuzo Kurihara
- Saeed Murjan
- Musaed Neda
- Manolom Phomsouvanh
- Lamnao Singto
- Roda Antar
- Mohamad Aidil Abd Radzak
- Safiq Rahim
- Anil Gurung
- Ju Manu Rai
- Pak Nam-chol
- Phil Younghusband
- Yusef Ali
- Mohammed Kasola
- Mohammed Razak
- Sebastián Soria Andres Quintana
- Mohammed Noor
- Shi Jiayi
- Ji Dong-eon
- Kim Bo-kyung
- Koo Ja-cheol
- Lee Dong-gook
- Teerasil Dangda
- Datsakorn Thonglao
- Ismail Al-Hammadi
- Mohamed Al-Szehhi
- Ali Al-Wehaibi
- Bashir Saeed
- Odil Ahmedov
- Huỳnh Quang Thanh
- Nguyễn Quang Hải

1 gol
- Bilal Arzou
- Mark Bresciano
- Brett Emerton
- Mile Jedinak
- Harry Kewell
- Robbie Kruse
- Lucas Neill
- Tommy Oar
- Mahmud Al Ajmi
- Mithun Chowdhury
- Mohamed Zahid Hossain
- Karim Razaul
- Chhin Chhoeun
- Khuon Laboravy
- Qu Bo
- Li Weifeng
- Yu Dabao
- Zheng Zhi
- Chang Han
- Xavier Chen
- Jeje Lalpekhlua
- Gouramangi Singh
- Muhammad Ilham
- Mohammad Nasuha
- Bambang Pamungkas
- Muhammad Ridwan
- Saeid Daghighi
- Jalal Hosseini
- Ali Karimi
- Milad Meydavoudi
- Karrar Jassim
- Mustafa Karim
- Qusay Munir
- Hammadi Ahmed
- Yūichi Komano
- Yasuyuki Konno
- Kengo Nakamura
- Maya Yoshida
- Hiroshi Kijotake
- Musab Al Laham
- Baha’a Abdul-Rahman
- Basem Fat'hi
- Anas Bani Yaseen
- Tha’er Bawab
- Khalil Bani Ateyah
- Waleed Ali
- Fahad Al Ansari
- Fahd al-Anazi
- Bader Al-Mutwa
- Hussain Fadel
- Sysomvang Kanlaya
- Khampheng Sayavutthi
- Souliya Syphasay
- Soukaphone Vongchiengkham
- Tarek Al Ali
- Abbas Ali Atwi
- Mohammed Ghaddar
- Akram Moghrabi
- Leong Ka Hang
- Abdul Hadi Yahya
- Khurelbaataryn Tsend-Ayush
- Mai Aih Naing
- Pai Soe
- Bharat Khawas
- Jagjit Shrestha
- Sujal Shrestha
- Bhola Silwal
- Jang Song-hyok
- Ismail Sulaiman Al Ajmi
- Hussain Al-Hadhri
- Abdulaziz Al-Muqbali
- Mohammed Al-Balushi
- Juma Darwish Al-Mashri
- Ismail Amour
- Husam Wadi
- Nate Burkey
- Emelio Caligdong
- Ángel Guirado
- Stephan Schröck
- Abdulaziz Al-Sulaiti
- Mohammed Al-Sajid
- Meshal Mubarak
- Sebastián Soria
- Abdulqadir Ilyas
- Salem Al-Dossari
- Ahmed Al-Fraidi
- Osama Al-Muwallad
- Mohammad Al-Sahlawi
- Hassan Fellatah
- Osama Hawsawi
- Najif Hazzazi
- Mohammad Abdul
- Fahrudin Mustafić
- Qiu Li
- Son Heung-min
- Kwak Tae-hwi
- Kim Jung-woo
- Kim Shin-wook
- Kim Chi-woo
- Chathura Gunaratne Wellala Hettige
- George Mourad
- Nadim Sabagh
- Akhtam Khamroqulov
- Kamil Saidov
- Jakkraphan Kaewprom
- Sompong Soleb
- João Kik
- Arslanmyrat Amanow
- Gahrymanberdi Çoňkaýew
- Vyacheslav Krendelyov
- Berdi Şamyradow
- Ismail Al-Hammadi
- Hamdan Al-Kamali
- Ahmed Khalil
- Mahmoud Khamis
- Marat Bikmayev
- Anzur Ismailov
- Timur Kapadze
- Viktor Karpenko
- Aleksandr Shadrin
- Maksim Shatskix
- Jasur Hasanov
- Oleg Zoteev
- Nguyễn Ngọc Thanh
- Nguyễn Trọng Hoàng
- Nguyễn Văn Quyết
- Phạm Thành Lương

Gole samobójcze
- Mahmoud Baquir Younes dla Kuwejtu
- Rashid Al-Farsi dla Tajlandii
- Farrukh Choriev dla Syrii
- Akmal Shorakhmedov dla Korei Południowej
- Artyom Filiposyan dla Korei Południowej
- Hamdan Al-Kamali dla Korei Południowej
- Walid Abbas dla Kuwejtu
- Ki Sung-yong dla Uzbekistanu
- Mile Jedinak dla Omanu